# Gianni Giacomini

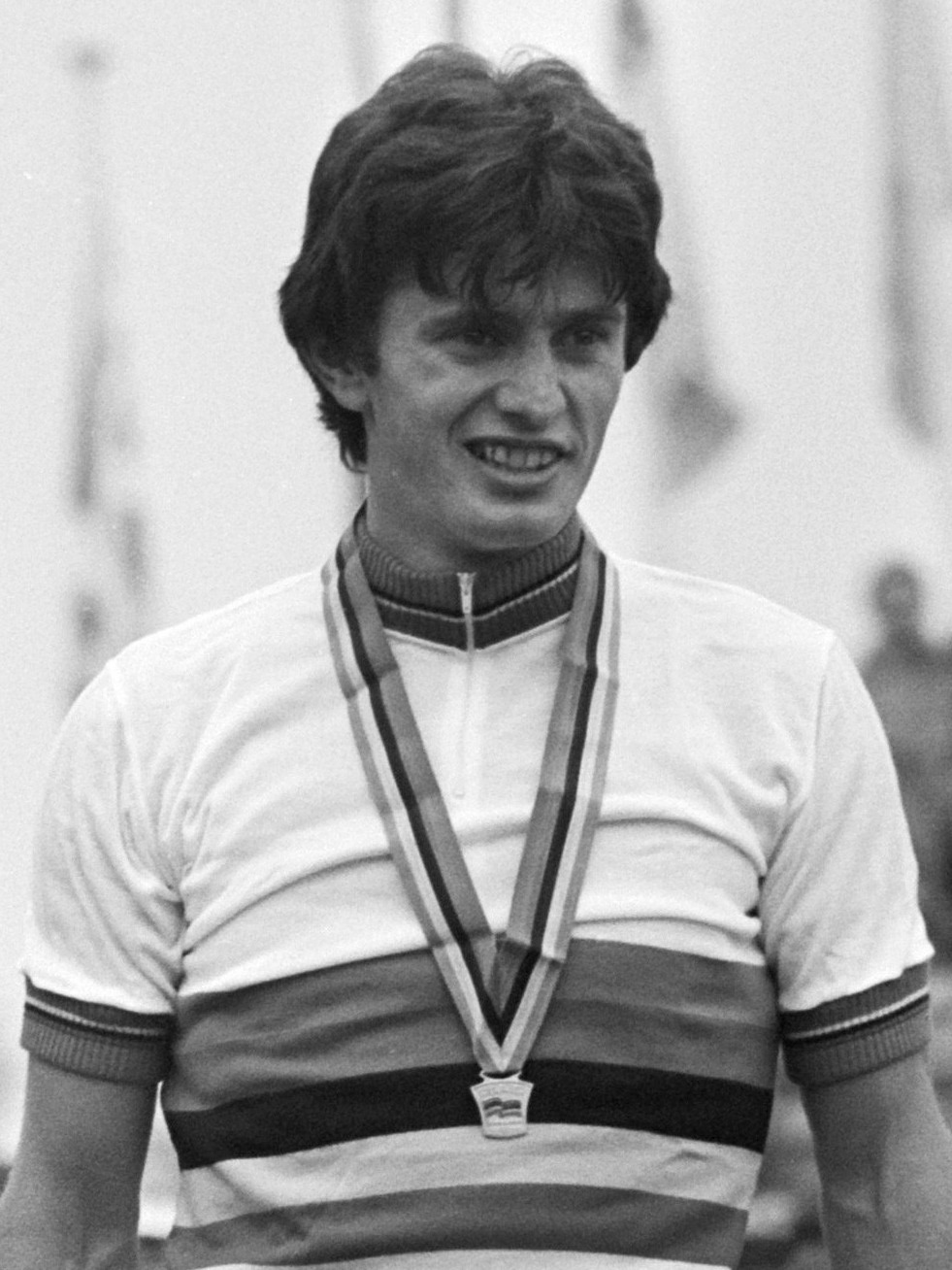
Gianni Giacomini, 1979

Gianni Giacomini (* 18. August 1958 in Cimadolmo, Treviso) ist ein ehemaliger italienischer Radrennfahrer und Weltmeister.
Bis 1976 gelangen ihm als Junior 46 Siege. 1978 wurde Gianni Giacomini Militär-Weltmeister im Straßenrennen, im Jahr darauf errang er den Weltmeistertitel bei den UCI-Straßen-Weltmeisterschaften 1979 im niederländischen Valkenburg. 1980 belegte er mit dem italienischen Straßenvierer bei den Olympischen Sommerspielen in Moskau den fünften Platz im Mannschaftszeitfahren und den 18. Platz im olympischen Straßenrennen. Als Amateur startete er für den Verein C.S. Serrande de Nardi. 1981 wurde er Profi, konnte sich aber aufgrund gesundheitlicher Probleme nicht etablieren. 1983 beendete er seine Karriere.